# Кривов, Тимофей Степанович
Тимофе́й Степа́нович Кри́вов (21 февраля [5 марта] 1886, Еремкино, Самарская губерния — 16 августа 1966, Москва) — советский государственный и партийный деятель, Герой Социалистического Труда (1966), член КПСС (1905).

## Биография
Тимофей Кривов родился 21 февраля (5 марта) 1886 года в селе Старое Еремкино (ныне — в Чердаклинском районе Ульяновской области) в бедной чувашской крестьянской семье.
Учился в церковно-приходской школе села Чувашский Калмаюр; с 1898 года (в возрасте 12 лет) работал учителем в школе грамоты в деревне Борковка. С 1899 года учился в Симбирской учительской школе, основанной И. Я. Яковлевым при поддержке И. Н. Ульянова, отца В. И. Ленина.
С 1900 года жил в Уфе. Член РСДРП с 5 января 1905 года. Был активным участником революционных событий 1905—1907 годов в Уфе и Златоусте, состоял членом боевых дружин, был организатором боевых дружин и партийным работником, неоднократно подвергался арестам.
После участия в Большой Миасской экспроприации в январе 1910 года ему пришлось эмигрировать.  Кривов Тимофей Степанович обеспечил экспроприацию динамитом, который приобрел где-то на Дону. Перед отъездом из страны нанимает схваченным участникам экспроприации одного из лучших уголовных адвокатов того времени — А. Ф. Керенского. Находясь в эмиграции, встречается в В. И. Лениным, учится в партийной школе в Болонье. В Россию возвращается в 1911 году и в конце года попадает в царские застенки. По сумме всех преступлений приговаривается Военно-Окружным судом в Уфе к смертной казни через повешение. В честь празднования 100-летия победы над Наполеоном приговор заменен на пожизненную каторгу.
С наступлением Февральской революции 1917 года был освобожден и приступил к работе на партийной и советской должностях в Уфе. С 1920 Тимофей Степанович — секретарь Уральского бюро ЦК РКП(б). В 1921 году выбран в члены в ЦКК РКП(б). Делегат третьего съезда Коминтерна. С 1927 года — член Президиума ЦКК, заместитель наркома РКИ РСФСР и член партколлегии ЦКК. В 1934—1935 годах — главный арбитр при СНК РСФСР. В 1936 заместитель наркомфина РСФСР. С 1936 работал в ЦК профсоюза рабочих коммунальных предприятий СССР. 
В 1940 году была арестована его жена, мать младшего сына Никиты, Шахновская Софья Васильевна за «участие в антисоветской троцкистской организации».
С января 1942 года — персональный пенсионер, был в эвакуации в Уфе. Вернувшись из эвакуации, с 1944 по 1945 работал в Музее Ленина, стал членом центрального совета Всесоюзной пионерской организации им. В. И. Ленина. В 1956 году опубликовал мемуары в журнале «Огонёк».
Избирался делегатом X—XII, XIV—XVII съездов партии. В 1921—1922 и 1923—1934 годах — член Центральной контрольной комиссии ВКП(б). В 1922—1923 годах — кандидат в члены ЦК РКП(б).

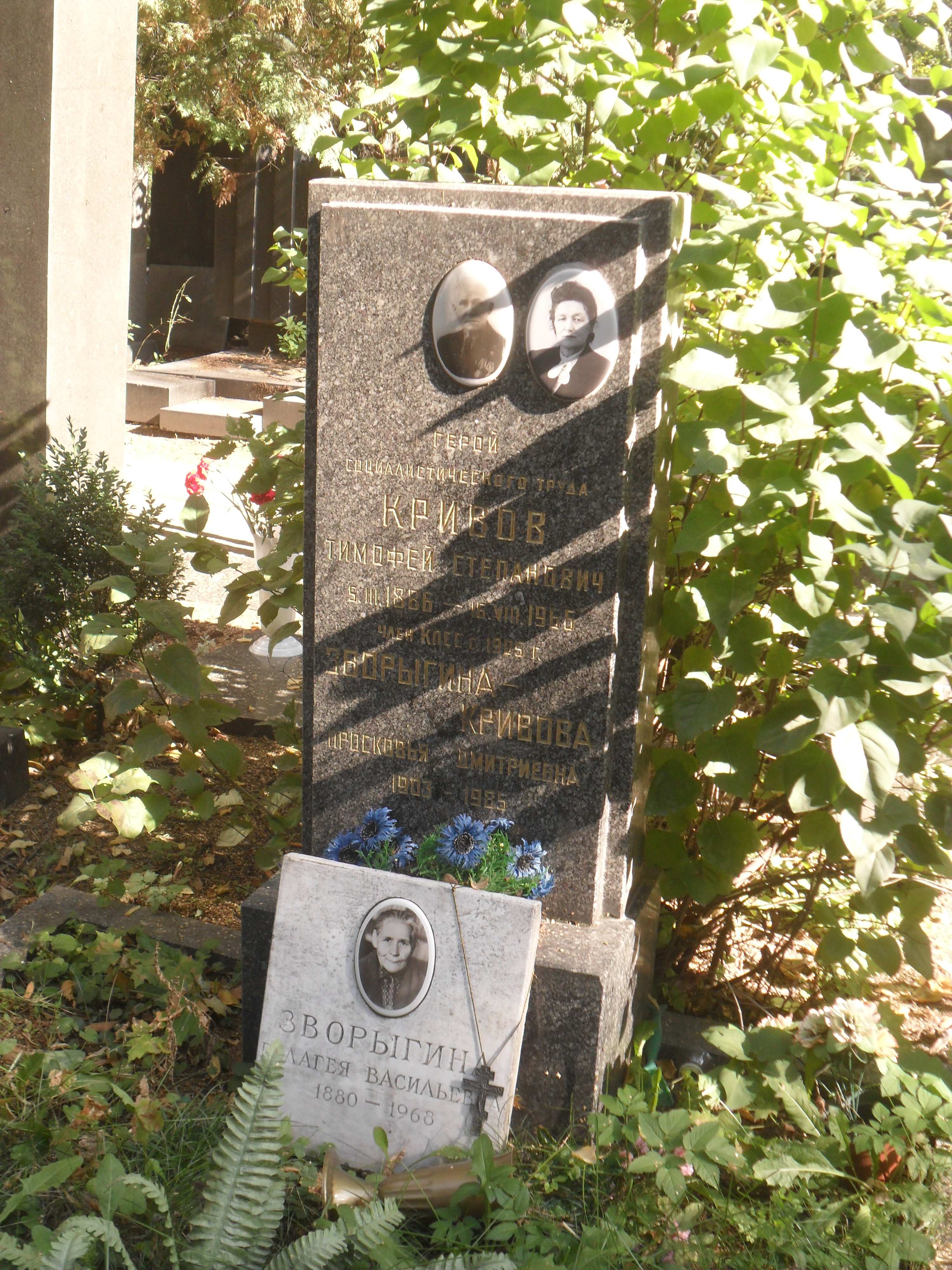
Могила Кривова на Новодевичьем кладбище Москвы

## Награды
- орден Ленина (26.8.1955) — в связи с 50-летием общественно-политической деятельности и отмечая активное участие в революционном движении
- Герой Социалистического Труда (золотая медаль «Серп и Молот» и орден Ленина; 16.3.1966) — за большие заслуги в революционном движении 1905—1917 годов, активную общественно-политическую деятельность и в связи с восьмидесятилетием со дня рождения[3],
- медали, в том числе:
  - «За доблестный труд в Великой Отечественной войне»,
  - «В память 800-летия Москвы».

## Память
- Именем Т. С. Кривова названа улица в Чебоксарах.